# Luc Blommaerts
Luc Blommaerts  (Reet, 7 april 1960) is een Belgisch leerkracht en politicus voor de CVP en diens opvolger CD&V. 

## Levensloop
Blommaerts was actief binnen een jeugdbeweging en later de jeugdraad. Via dit orgaan startte hij zijn politiek engagement. Hij is verbonden aan het Sint-Rita College te Kontich als leraar wiskunde.
Hij debuteerde in de lokale politiek voor de CVP bij de gemeenteraadsverkiezingen van 1994. Hij behaalde 357 voorkeurstemmen en werd aangesteld als schepen van Jeugd, Onderwijs, Sociale Zaken, Landbouw en Ontwikkelingssamenwerking. Dit mandaat zag hij verlengd in 2000. Bij deze verkiezingen behaalde hij 921 naamstemmen. Hij werd opnieuw aangesteld als schepen, ditmaal met de bevoegdheden Jeugd, Onderwijs, Sociale Zaken, Landbouw en Openbare werken.
In 2006 werd hij herverkozen met 1.205 voorkeurstemmen. Als schepen nam hij dezelfde bevoegdheden op. Zijn partij vormde een bestuursmeerderheid met Open Vld. Op 1 januari 2009 nam hij het burgemeesterambt van Jef Van linden over. Dit was zo reeds vastgelegd in 2006. De nieuwe burgemeester werd gehuldigd door Inge Vervotte.
Bij de lokale verkiezingen van 2012, verloor zijn partij de verkiezingen. Ze leden een stemmenverlies van bijna 11%, oftewel drie raadsleden ten overstaan van de vorige legislatuur. Luc Blommaerts bleef evenwel de populairste politicus van de gemeente met 1.200 voorkeurstemmen. Zijn naaste rivalen waren Erik Jacobs (N-VA, 791), Annemie Kempenaers (Open Vld, 754) en Joost Fillet (Dorpslijst Sander, 746). Na de verkiezingen besloten Dorpslijst Sander en N-VA een coalitie te vormen, waardoor Blommaerts en zijn CD&V naar de oppositie werden verwezen.